# Pseudiosma asiatica
Pseudiosma asiatica är en vinruteväxtart som först beskrevs av João de Loureiro, och fick sitt nu gällande namn av George Don jr. Pseudiosma asiatica ingår i släktet Pseudiosma och familjen vinruteväxter. Inga underarter finns listade i Catalogue of Life.